# Stellaria arenarioides
Stellaria arenarioides là loài thực vật có hoa thuộc họ Cẩm chướng. Loài này được Shi-L. Chen, Rabeler & Turland mô tả khoa học đầu tiên năm 2001.